# Occhiale
Un occhiale è un dispositivo indossabile sul volto umano, per diversi scopi e finalità. Si mette davanti agli occhi (a pochi centimetri di distanza), sorreggendolo con una mano o appoggiandolo sul naso e sulle orecchie (eventualmente anche fasciandolo alla testa, nella parte posteriore, per aumentarne la stabilità), con la funzione di migliorare (correggere o potenziare) la visione degli occhi o proteggere gli stessi, oppure per visualizzare un'immagine grafica. 
Il plurale "occhiali" viene comunemente usato (oltre che per indicare più esemplari di occhiali) per indicare un singolo esemplare di occhiale binoculare (ovvero un occhiale che agisce su entrambi gli occhi). Tale uso del plurale è nettamente prevalente rispetto al singolare "occhiale". Talmente prevalente che i dizionari della lingua italiana, oltre al lemma «occhiale», hanno un secondo lemma «occhiali» dedicato specificatamente all'occhiale binoculare.

## Etimologia e terminologia

### Il vetro occhiale
Il termine "occhiale" nasce come aggettivo, per derivazione da "occhio", con il significato di "attinente all'occhio". In seguito l'aggettivo "occhiale" diventa un sostantivo per ellissi del termine "vetro occhiale". Il vetro occhiale non è altro che il primissimo tipo di occhiale fabbricato: un occhiale fatto di vetro. In seguito si sono iniziati ad utilizzare altri tipi di materiali, al posto del vetro, per fabbricare apparecchi con la medesima funzione del vetro occhiale e, per indicarli, si è continuato ad usare il sostantivo "occhiale". Infine si è iniziato ad usare il sostantivo "occhiale" per indicare apparecchi con una funzione diversa dal vetro occhiale ma che si posizionano comunque davanti agli occhi come il vetro occhiale.

### La canna occhiale
Nel momento in cui "occhiale" è diventato un sostantivo, indicava anche il cannocchiale perché inizialmente tale termine era formato da due parole: "canna occhiale". Ovvero "occhiale" era anche l'ellissi di "canna occhiale". Il cannocchiale era quindi considerato un tipo di occhiale. Oggi il termine "canna occhiale" è arcaico (ovvero non si usa più). Di conseguenza (non potendosi più praticare l'ellissi di "canna occhiale") il cannocchiale oggi non è più considerato un tipo di occhiale.

### L'uso del plurale
L'uso del plurale "occhiali", per indicare un singolo esemplare di occhiale binoculare, è legato di nuovo al primissimo tipo di occhiale realizzato: il vetro occhiale. Tale occhiale era un occhiale monoculare (ovvero un occhiale che agisce su un solo occhio). Quando si è iniziato a realizzare i primi occhiali binoculari, si è semplicemente unito due vetri occhiali con una sottilissima struttura in metallo (la cosiddetta "montatura"). L'oggetto era quindi unico (l'occhiale binoculare) ma, di fatto, erano presenti quelli che venivano anche usati come due oggetti separati (due vetri occhiali). Da tale realizzazione dei primi occhiali binoculari, nasce la consuetudine di usare il plurale "occhiali" per indicare un singolo esemplare di occhiale binoculare.

## Tipologie
Due sono le strutture principali di occhiali:
- occhiale monoculare;
- occhiale binoculare.

Così come le funzioni degli occhiali:
- Da vista;
- Da lettura;
- Da sole;
- Stenopeici;
- Da realtà virtuale e realtà aumentata;
- Da protezione.

### Struttura degli occhiali

#### Occhiale monoculare

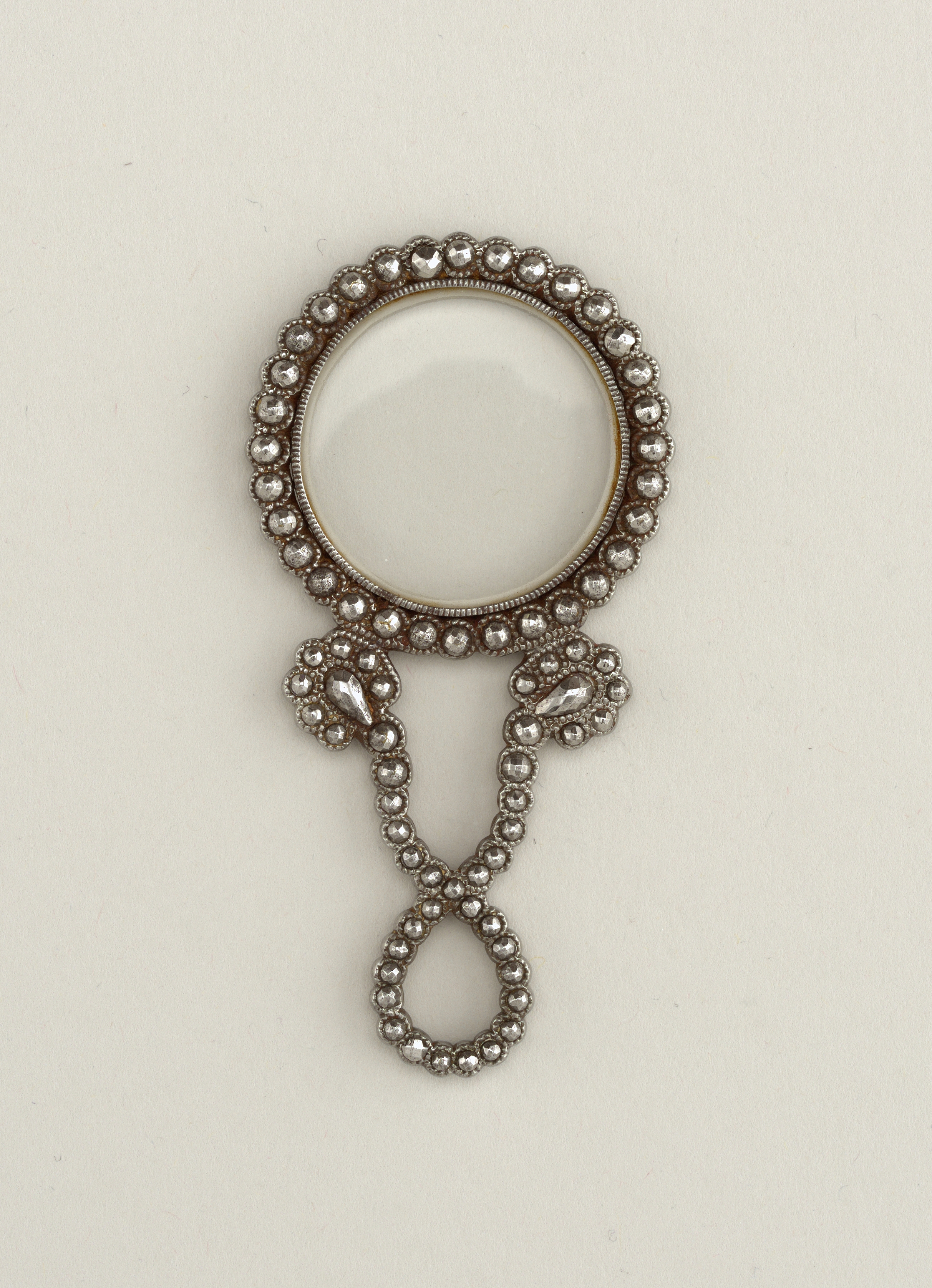
Occhiale monoculare che si usa sorreggendolo con una mano

Un occhiale monoculare (anche chiamato "occhiale monocolo" o, per ellissi, semplicemente "monocolo" ma anche, scherzosamente, "caramella") è un occhiale che agisce su un solo occhio. Serve per correggere la presbiopia o la ametropia. L'occhiale monoculare si mette davanti all'occhio sorreggendolo con una mano. Oppure lo si indossa incastrandolo nell'orbita dell'occhio. Il monocolo è un occhiale che andava di moda nel Ottocento e fino ai primi del Novecento. Simile ad una lente di ingrandimento di diametro 40-50 mm, è utilizzato solitamente per correggere la vista da vicino, ma anche per correggere le ametropie (occhiale da vista) per almeno un occhio (visione monoculare). È costituito da una lente (più spesso) circolare, inserita in una sottile montatura (spesso metallica) che contorna la circonferenza e che può essere collegata ad un cordino o una catenella (per non perderla o evitare cadute), dove l'altra estremità è collegata all'abbigliamento del utente. Si riponeva spesso in un taschino della giacca o della camicia, creata appositamente. Oggi esistono le lenti oftalmiche, a questo scopo, e gli occhiali da lettura o da vista, che coinvolgono e sfruttano la visione binoculare.

##### Nella moda

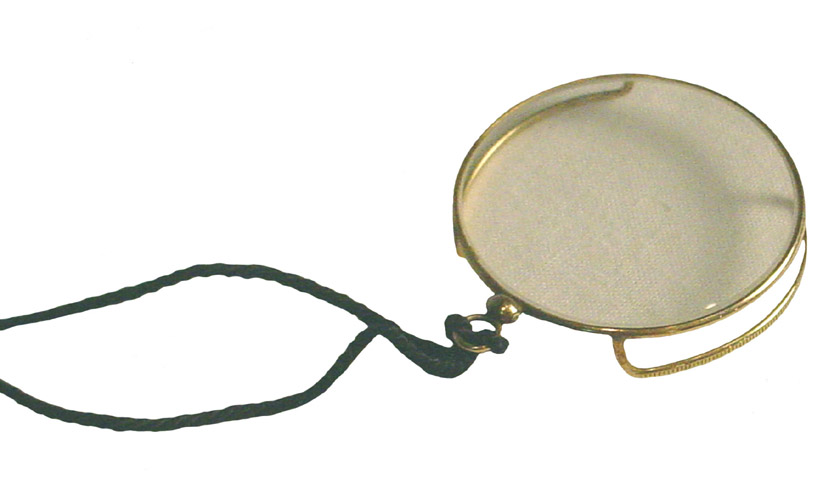
Occhiale monoculare che si usa incastrandolo nell'orbita dell'occhio

L'antiquario Philipp von Stosch indossava un monocolo a Roma già nel 1720, al fine di esaminare attentamente incisioni e gemme, ma il monocolo non diventerà un accessorio di moda sino al XIX secolo. Sarà infatti introdotto nella moda maschile verso il 1790 con l'arrivo del dandysmo. Il suo utilizzo spesso indicava lo stato sociale del suo indossatore, o semplicemente era una forma di eleganza e per tale motivo divenne spesso principale oggetto di caricatura. Fu parzialmente adottato all'inizio del Novecento anche dalle donne, ma con il tempo il suo utilizzo è stato quasi completamente abbandonato, in favore degli "occhiali da lettura", per presbiopia.

#### Occhiale binoculare
Un occhiale binoculare è un occhiale che agisce su entrambi gli occhi, questa struttura di occhiale è quella maggiormente utilizzata nel terzo millennio e quella che può essere utilizzata per coprire tutte le funzioni degli occhiali.

### Funzione

#### Da vista
Un occhiale binoculare da vista (comunemente chiamato "occhiali da vista") è un occhiale che corregge la miopia, l'ipermetropia, l'astigmatismo e la presbiopia.

#### Da lettura

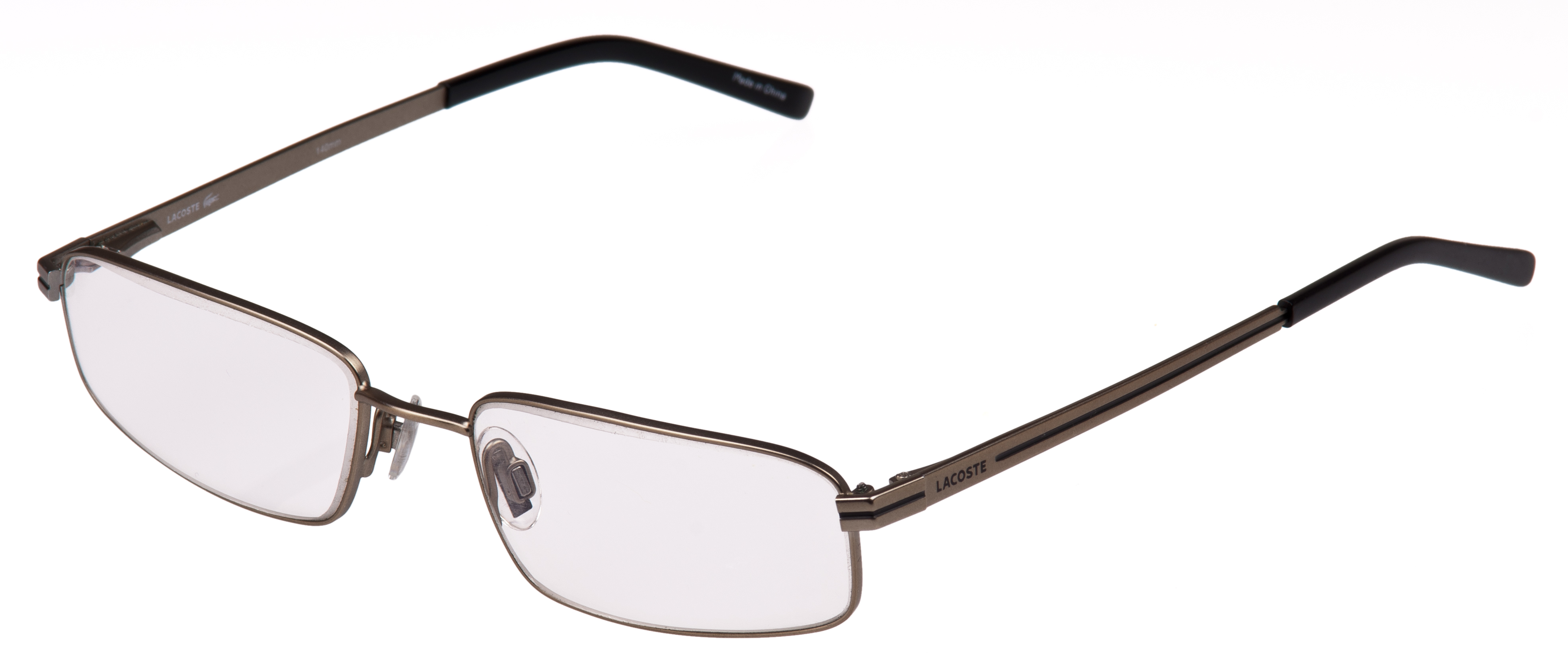
Occhiali da lettura

Un occhiale binoculare da lettura (comunemente chiamato "occhiali da lettura") è un occhiale che corregge la presbiopia (ovvero l'incapacità degli occhi di mettere a fuoco ciò che si trova ad una distanza inferiore ai 25 centimetri). Vengono definiti "da lettura" semplicemente perché la lettura è l'uso prevalente che ne viene fatto. Ma vengono usati per qualsiasi attività che richieda una messa a fuoco molto ravvicinata (ad esempio il cucito). Negli occhiali da lettura vengono quindi montate due lenti oftalmiche per correggere la presbiopia. Sebbene per gli occhiali da lettura siano ampiamente disponibili montature prodotte dai marchi della moda, normalmente non sono oggetti di moda in quanto usati prevalentemente in ambito domestico e/o lavorativo. In altri termini, nell'acquistare gli occhiali da lettura, normalmente l'attenzione maggiore viene posta sulla qualità delle lenti invece che sullo stile della montatura. Alternative agli occhiali da lettura sono le lenti a contatto e la lente di ingrandimento.

#### Di protezione

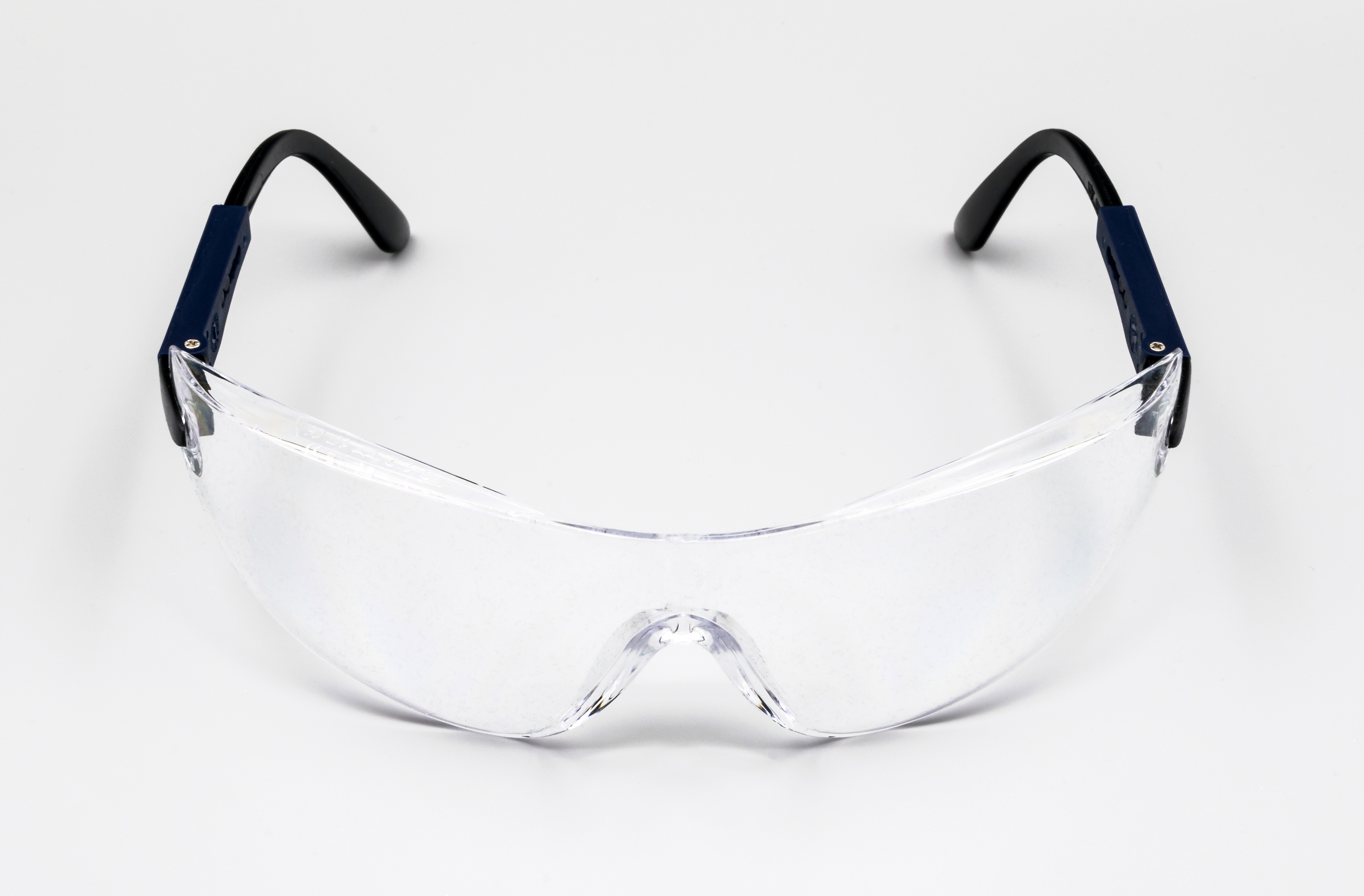
Occhiali di protezione

Un occhiale binoculare di protezione (comunemente chiamato "occhiali di protezione") è un occhiale binoculare che protegge gli occhi da agenti che potrebbero peggiorare la visione oculare (come ad esempio la polvere o i detriti prodotti da una lavorazione) eventualmente anche danneggiando gli occhi. Le tipologie di occhiali binoculari di protezione sono molte. Ad esempio esiste una tipologia particolare per molti diversi ambienti di lavoro. Ogni tipologia ha caratteristiche particolari che la rendono adatta ad uno specifico ambiente di lavoro. Ad esempio, per l'ambito medico, vengono prodotti occhiali che proteggono da improvvisi getti di liquidi organici che potrebbero prodursi mentre si opera su un paziente. Oppure, per l'ambito metalmeccanico, vengono prodotti occhiali binoculari che proteggono dai detriti della fresatura.     

##### Da sole

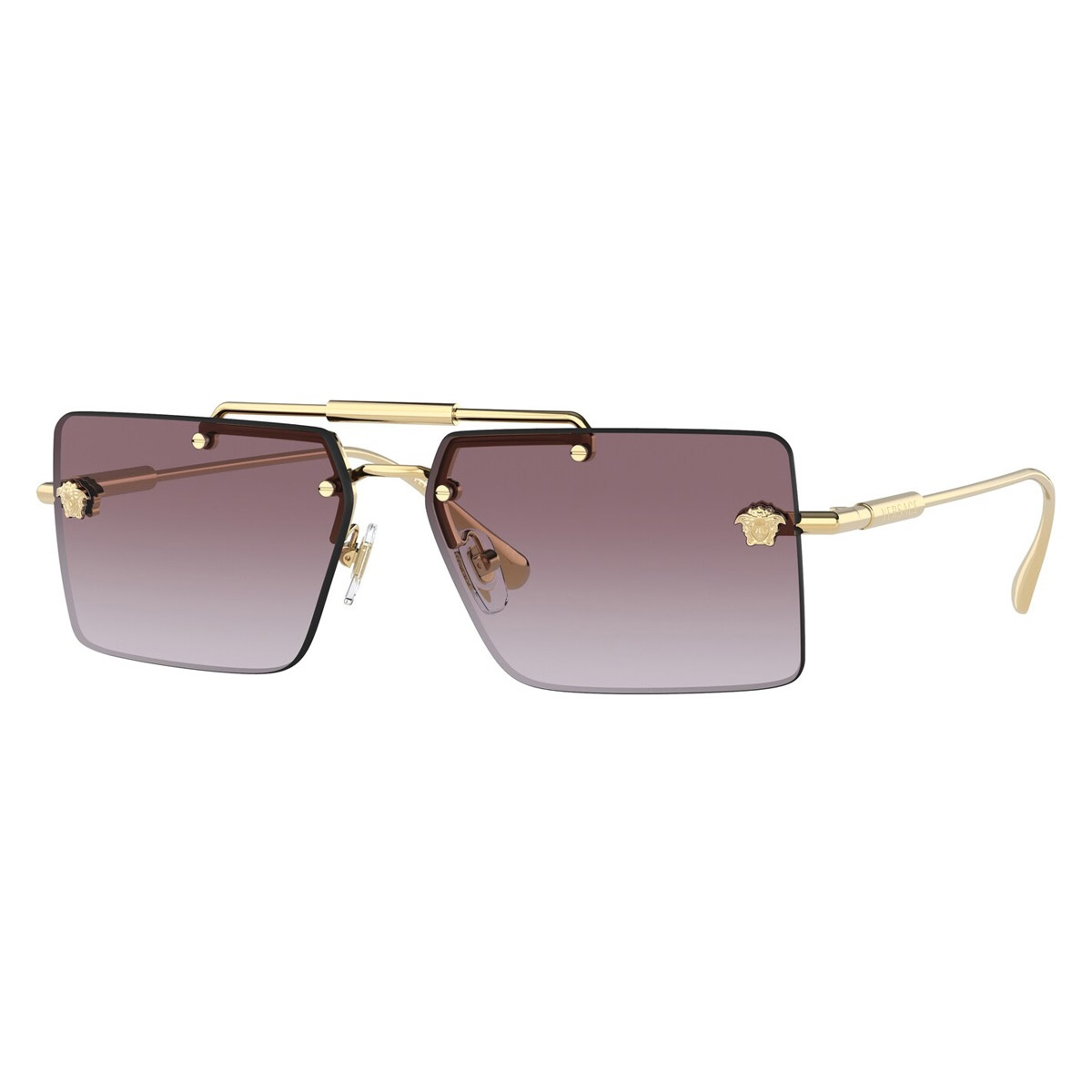
Occhiali da sole

Un occhiale binoculare da sole (comunemente chiamato "occhiali da sole") è un occhiale binoculare che protegge gli occhi da particolari radiazioni solari che potrebbero danneggiarli. Gli occhiali da sole sono molto diffusi e, da molti decenni, sono anche oggetti di moda: in commercio sono disponibili occhiali da sole molto economici e occhiali da sole estremamente costosi prodotti dai grandi marchi della moda, ma anche per quelli economici viene sempre data particolare attenzione allo stile. Ciò è dovuto al fatto che gli occhiali da sole si usano all'aperto (quindi quando si socializza e si è esposti alla vista altrui). La particolare attenzione data allo stile ha avuto come conseguenza che gli occhiali da sole si distinguono in occhiali da uomo e occhiali da donna: alcune linee della forma stilistica sono ritenute più adatte per l'uomo, mentre altre linee sono ritenute più adatte per la donna. Per la donna vengono prodotti anche occhiali da sole con uno stile glamour in alcuni casi anche molto appariscenti. Ne sono un esempio gli occhiali con lenti molto grandi (più del necessario) prodotti per la prima volta negli anni Sessanta del XX secolo con grande successo (in quanto ritenuti di grande fascino) e riproposti ciclicamente sul mercato.

##### Occhiali da nuoto

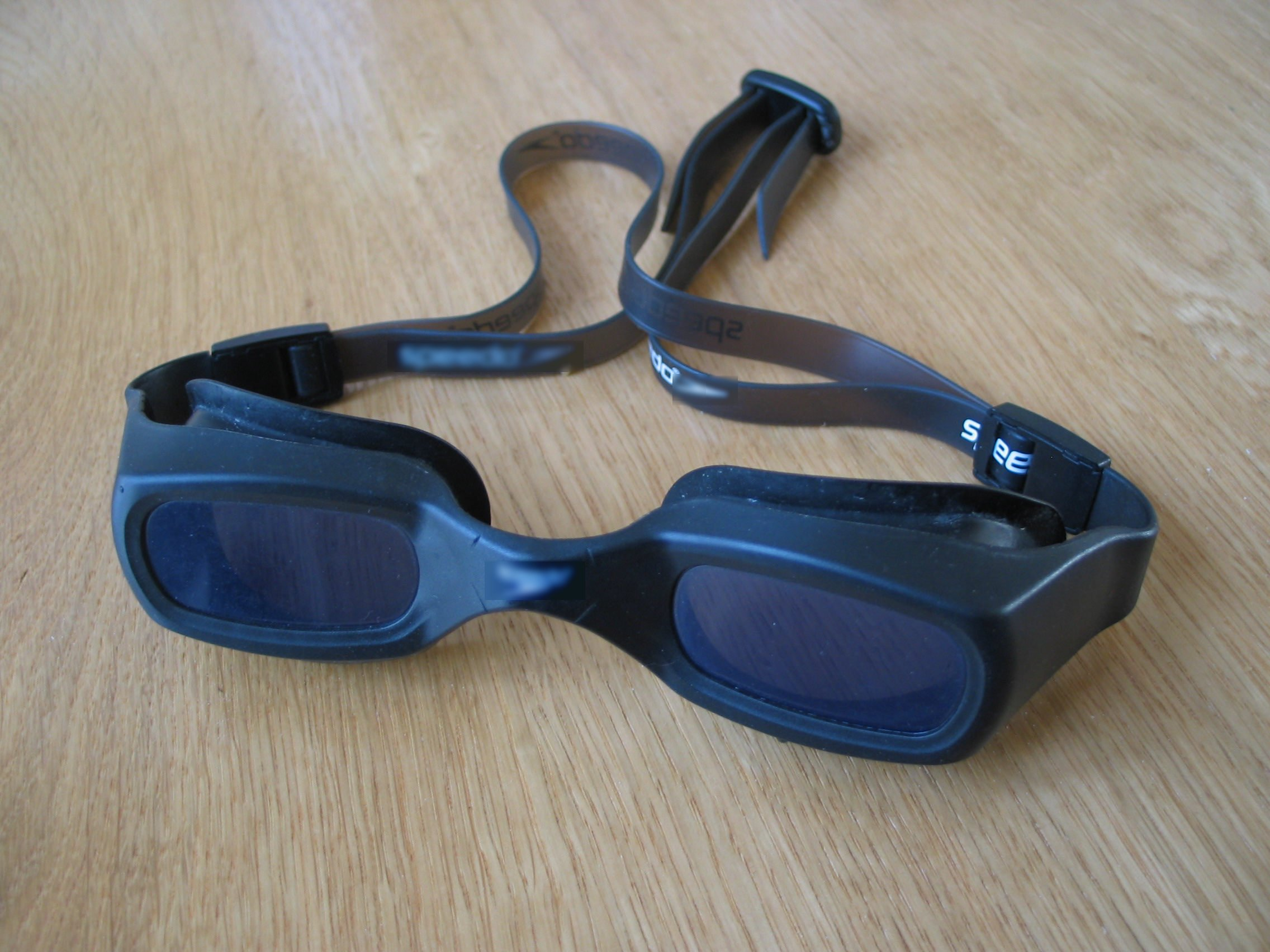
Occhiali da nuoto

Gli occhiali da nuoto sono occhiali di protezioni che vengono usati quando si nuota. Durante tale attività sportiva infatti i rischi sui bulbi oculari sono notevoli in quanto, nel momento dell'impatto con l'acqua, si possono generare pressioni meccaniche anche molto alte. Talmente alte da poter danneggiare facilmente, anche in modo grave, i bulbi oculari. In ambito agonistico, gli occhiali da nuoto rappresentano quindi la norma. Per svolgere la loro funzione, gli occhiali da nuoto aderiscono perfettamente alla pelle del viso creando uno spazio fisico, davanti agli occhi, impermeabile all'acqua. Ciò viene ottenuto con una o più fasce elastiche in grado di generare la forza necessaria a mantenere gli occhiali aderenti al viso. Un aspetto rilevante degli occhiali da nuoto è l'appannamento in quanto, il calore emesso naturalmente dal corpo umano, può facilmente creare un patina opaca, sulla superficie interna degli occhiali, in grado di offuscare la visione oculare. I migliori produttori di occhiali da nuoto hanno sviluppato tecnologie proprietarie in grado di risolvere questo problema in modo molto efficiente. In ambito amatoriale gli occhiali da nuoto vengono usati anche con una seconda funzione: proteggere gli occhi dalle sostanze dissolte nell'acqua (ad esempio il cloro nelle piscine o il sale nel mare). Sostanze che provocano arrossamento e fastidio agli occhi specialmente nei bambini. Gli occhiali da nuoto sono quindi molto diffusi tra i bambini che svolgono attività ricreativa in piscina o al mare. Ma anche tra gli adulti che non gradiscono l'arrossamento degli occhi. 

#### Da realtà virtuale e da realtà aumentata

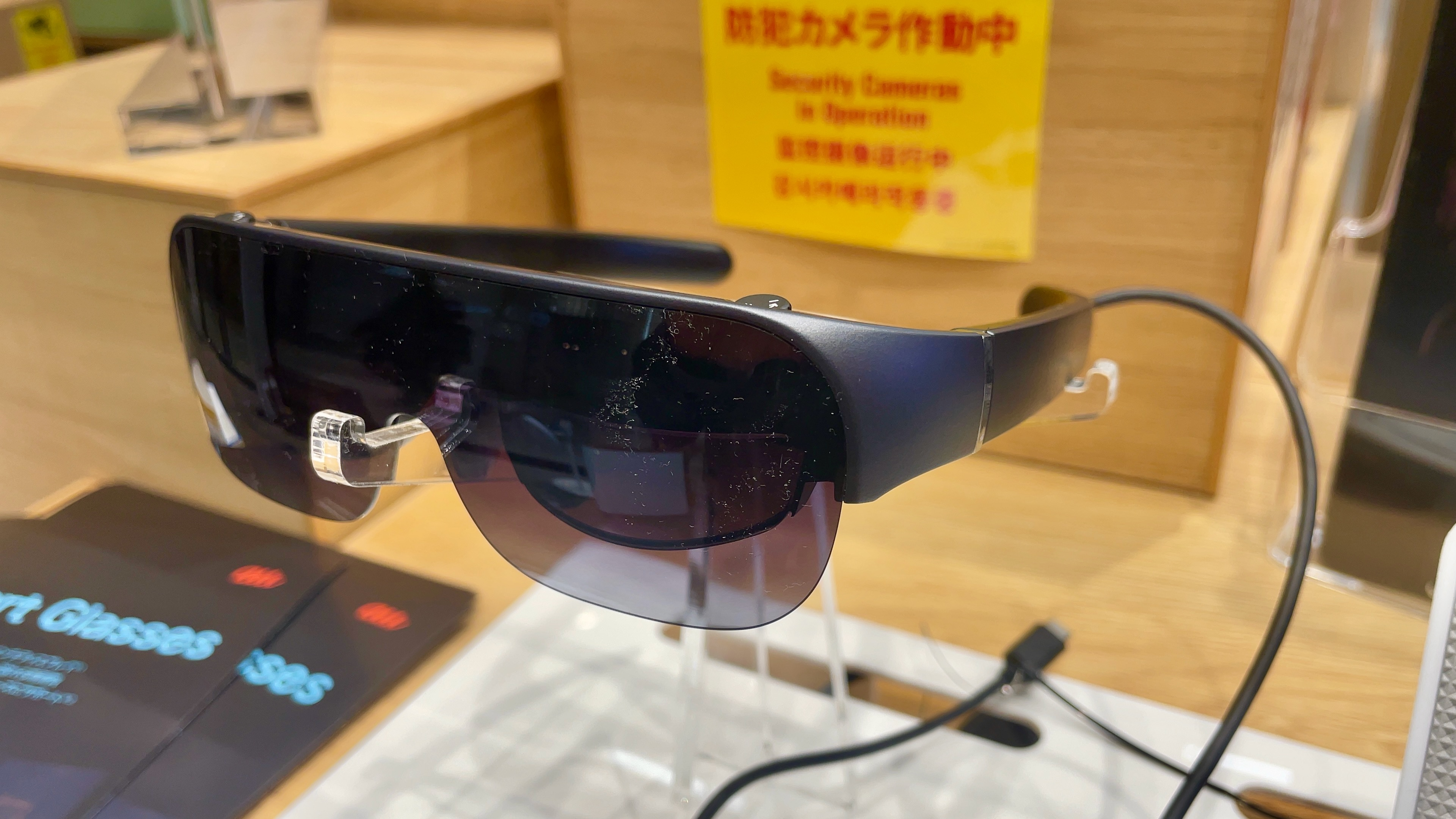
Occhiali da realtà virtuale

Un occhiale binoculare da realtà virtuale (comunemente chiamato "occhiali da realtà virtuale") è un occhiale binoculare che permette di interagire visivamente in un ambiente di realtà virtuale.  
Un occhiale binoculare da realtà aumentata (comunemente chiamato "occhiali da realtà aumentata") è una variante di occhiale binoculare da realtà virtuale, che permette di interagire visivamente in un ambiente di realtà aumentata, grazie alla presenza delle telecamere.

## Montatura

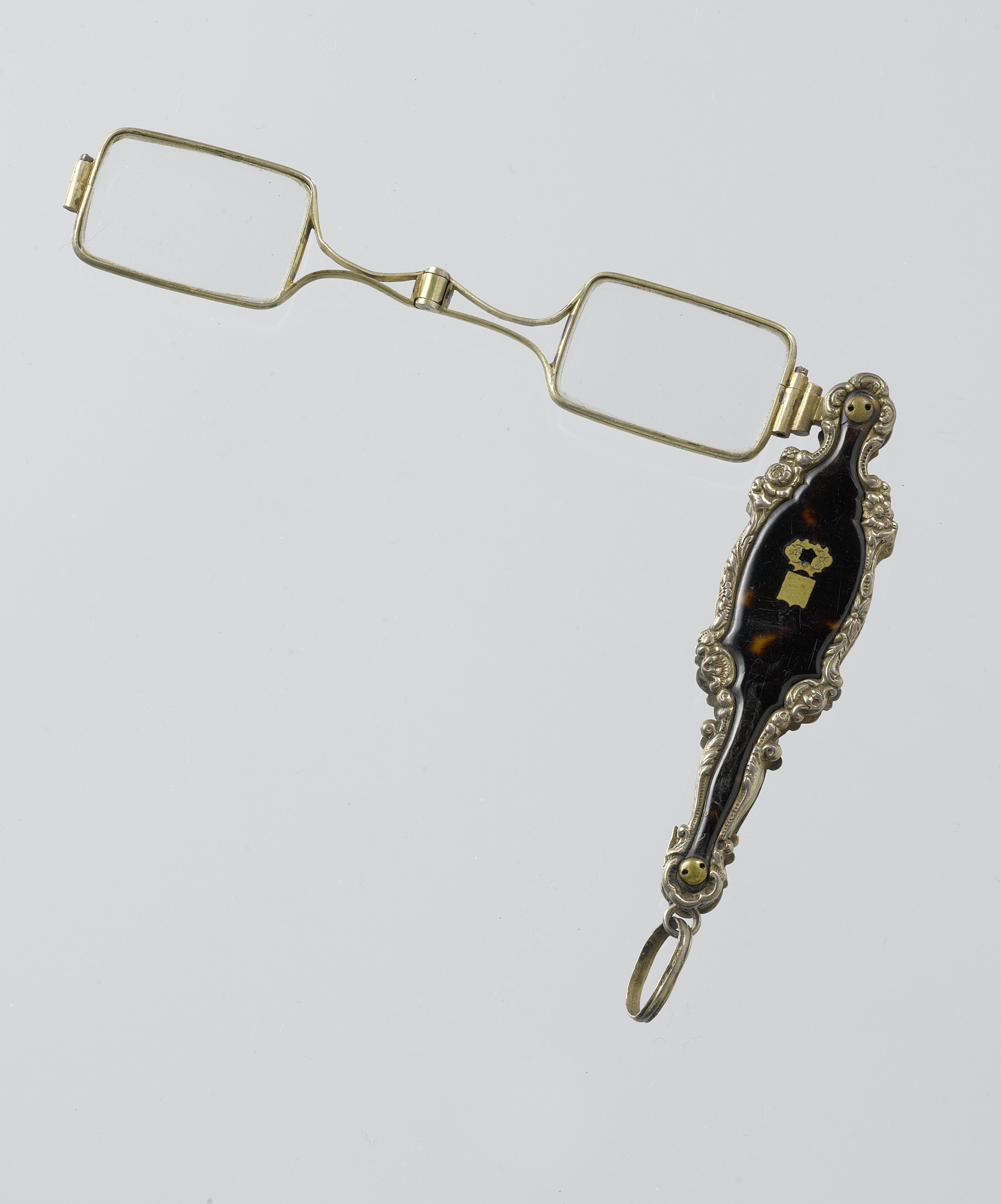
Occhiale binoculare dotato di manico

La montatura dell'occhiale (monoculare o binoculare) è la struttura fisica che funge da supporto fisico per i dispositivi che agiscono sugli occhi (ovvero i dispositivi che svolgono le funzioni per cui è stato progettato l'occhiale). Ad esempio, negli occhiali da vista e da lettura, la montatura funge da supporto fisico per le lenti oftalmiche. Lo scopo principale della montatura è di aiutare a mantenere in posizione, davanti agli occhi, l'occhiale quando viene usato. La montatura in assoluto più semplice è quella dell'occhiale monoculare che si usa incastrandolo nell'orbita dell'occhio. La montatura più semplice dell'occhiale binoculare è invece quella degli occhiali a stringinaso. Il primissimo tipo di occhiale, il vetro occhiale, non aveva montatura: era semplicemente un vetro che si teneva in posizione, davanti all'occhio, stringendolo con le dita di una mano. La montatura è nata solo in seguito.

### Occhiale dotato di manico
Negli occhiali che si usano sorreggendoli con una mano, la montatura presenta un prolungamento, detto "manico", destinato ad essere strinto con la mano quando si mantiene in posizione, davanti agli occhi, l'occhiale. L'occhiale dotato di manico è stato l'occhiale preferito dall'aristocrazia e dall'alta borghesia nei secoli passati fino ai primi decenni del XX secolo. La montatura aveva uno stile particolarmente elegante ed era realizzata con materiali di pregio. Talmente di pregio che, l'occhiale usato dall'aristocrazia e dall'alta borghesia nei secoli passati, si può ritenere affine al gioiello. Da circa un secolo l'occhiale dotato di manico è stato dismesso in favore dell'occhiale che si indossa, per il quale sono ampiamente disponibili montature di grande pregio. 

### Occhiale dotato di bacchette

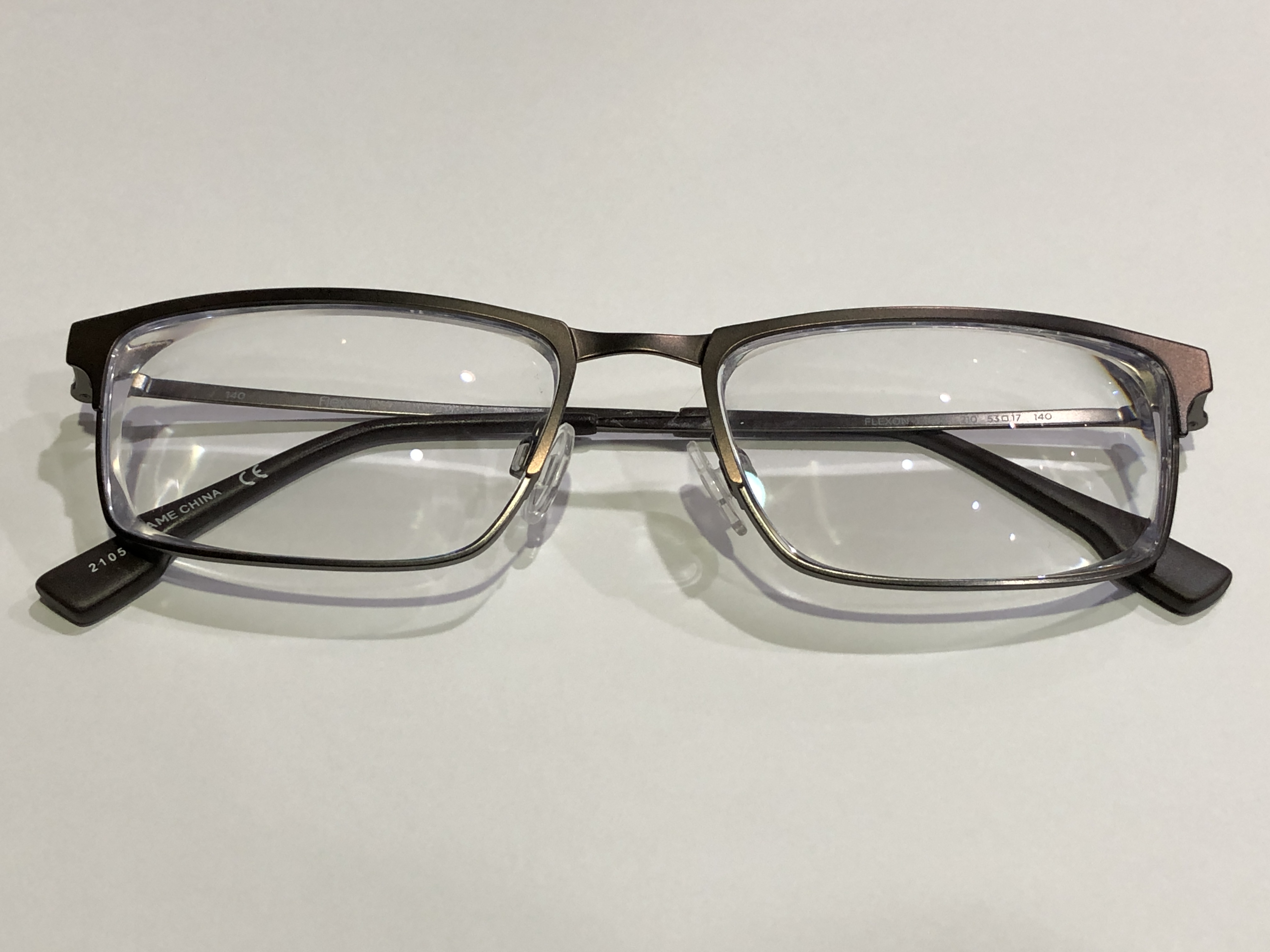
Occhiale binoculare dotato di bacchette

In molte tipologie di occhiali binoculari che si usano indossandoli sulla testa, la montatura presenta due prolungamenti, detti "bacchette", destinati ad essere appoggiati sulle orecchie quando si mantiene in posizione, davanti agli occhi, l'occhiale. Le bacchette aiutano a mantenere stabile l'occhiale quando viene usato. Normalmente le bacchette sono mobili: è possibile piegarle l'una verso l'altra in quanto sono fissate, al resto della struttura, mediante due cerniere. Le bacchette vengono piegate quando non si usa l'occhiale in modo che occupi meno spazio (ad esempio quando viene trasportato o posto in un cassetto). Da circa un secolo l'occhiale dotato di bacchette è l'occhiale più diffuso. Al posto delle bacchette vengono montate le fasce solo in caso di specifiche necessità. 

### Occhiale dotato di fasce

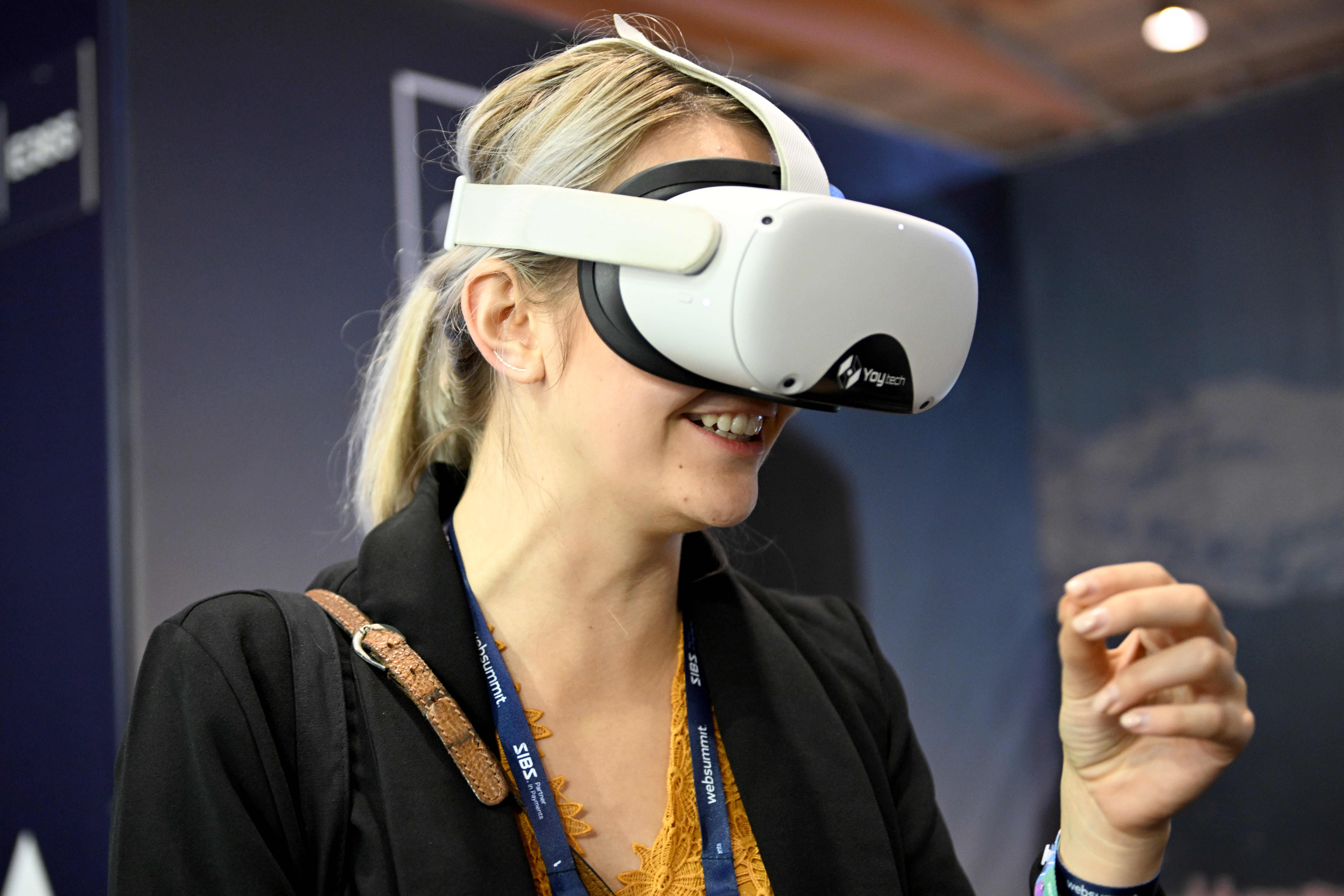
Occhiale binoculare dotato di fasce

In alcune tipologie di occhiali binoculari che si usano indossandoli sulla testa, al posto delle bacchette sono presenti una o più fasce estendibili (eventualmente anche elastiche) destinate a fasciare la testa quando si mantiene in posizione, davanti agli occhi, l'occhiale. Le fasce sono presenti nell'occhiale binoculare quando la stabilità offerta dalle bacchette non è sufficiente. Ad esempio negli occhiali da nuoto sono presenti una o più fasce elastiche in quanto, mentre si nuota, le bacchette non sono sufficienti a mantenere stabili gli occhiali nel momento dell'impatto con l'acqua. Negli occhiali da realtà virtuale, sono invece presenti una o più fasce estendibili in grado di sopportare il peso notevole di tali occhiali.